# Bătălia de la Valmy
Bătălia de la Valmy (în franceză Bataille de Valmy) reprezintă prima victorie franceză majoră din cursul Războiului Primei Coaliții, o serie de conflicte externe care au avut loc între Prima Republică Franceză și majoritatea statelor monarhice europene (Prusia, Austria, Marea Britanie, Spania etc.) după primii patru ani ai Revoluției Franceze. A avut loc la 20 septembrie 1792, în împrejurimile localității Valmy din nord-estul Franței.